# Lal Hilditch
Clarence George Hilditch (Hartford, 1894. június 2. – Manchester, 1977. október 31.) angol labdarúgó és egyike annak a két személynek (a másik Ryan Giggs), aki egyszerre játszotta a Manchester United színeiben és edzette is a csapatot.
Hilditch Hartfordban született és itt is kezdte labdarúgó pályafutását, mielőtt a Witton Albion, majd az Altrincham csapataihoz igazolt volna. 1914 januárjában csatlakozott a Manchester United csapatához, eredetileg balszélsőként, majd fedezetként játszva. Az 1913–1914-es szezonban háromszor játszott, mielőtt a következő évadban bebiztosította helyét a kezdőcsapatban.
1920 nyarán az angol labdarúgó-szövetség beválasztotta abba a 20 fős keretbe, ami Dél-Afrikába utazott tizennégy mérkőzésre.
1926 októberében, mikor John Chapman eltiltása megszületett, Hilditch lett a csapat vezetőedzője a szezon végéig.
Összesen 322 alkalommal lépett pályára a United színeiben, 7 gólt szerezve. 1932-ben vonult vissza.

## Statisztika edzőként
| Csapat            | Nemz.  | -tól          | -ig           | Mérkőzések | Mérkőzések | Mérkőzések | Mérkőzések | Mérkőzések |
| Csapat            | Nemz.  | -tól          | -ig           | M          | Gy         | D          | V          | Gy %       |
| ----------------- | ------ | ------------- | ------------- | ---------- | ---------- | ---------- | ---------- | ---------- |
| Manchester United | Anglia | 1926. október | 1927. április | 30         | 9          | 7          | 14         | 30,00      |

## Fordítás
Ez a szócikk részben vagy egészben  a   Lal Hilditch című angol Wikipédia-szócikk ezen változatának fordításán alapul.  Az eredeti cikk szerkesztőit annak laptörténete sorolja fel. Ez a jelzés csupán a megfogalmazás eredetét és a szerzői jogokat jelzi, nem szolgál a cikkben szereplő információk forrásmegjelöléseként.
| Előző Jack Mew | A Manchester United FC csapatkapitánya 1919–1922 | Következő Frank Barson |